# Liste der Monuments historiques in Gravelines
Die Liste der Monuments historiques in Gravelines führt die Monuments historiques in der französischen Gemeinde Gravelines auf.

## Liste der Bauwerke
| Bezeichnung         | Beschreibung | Standort                                     | Kennzeichnung | Schutzstatus   | Datum     | Bild           |
| ------------------- | ------------ | -------------------------------------------- | ------------- | -------------- | --------- | -------------- |
| Bahnhof             |              | Le Bout du Schel Vliet Rue de la Gare (Lage) | PA00135534    | Inscrit        | 1995      | weitere Bilder |
| Moulin des Huttes   | Mühle        | (Lage)                                       | PA00107539    | Inscrit        | 1986      | weitere Bilder |
| Leuchtturm          |              | Boulevard de l’Est (Lage)                    | PA59000166    | Inscrit        | 2010      | weitere Bilder |
| Befestigungsanlagen |              | (Lage)                                       | PA00107540    | Classé Inscrit | 1936 1948 | weitere Bilder |

## Liste der Objekte
- Monuments historiques (Objekte) in Gravelines in der Base Palissy des französischen Kultusministeriums